# 앙기스트리섬

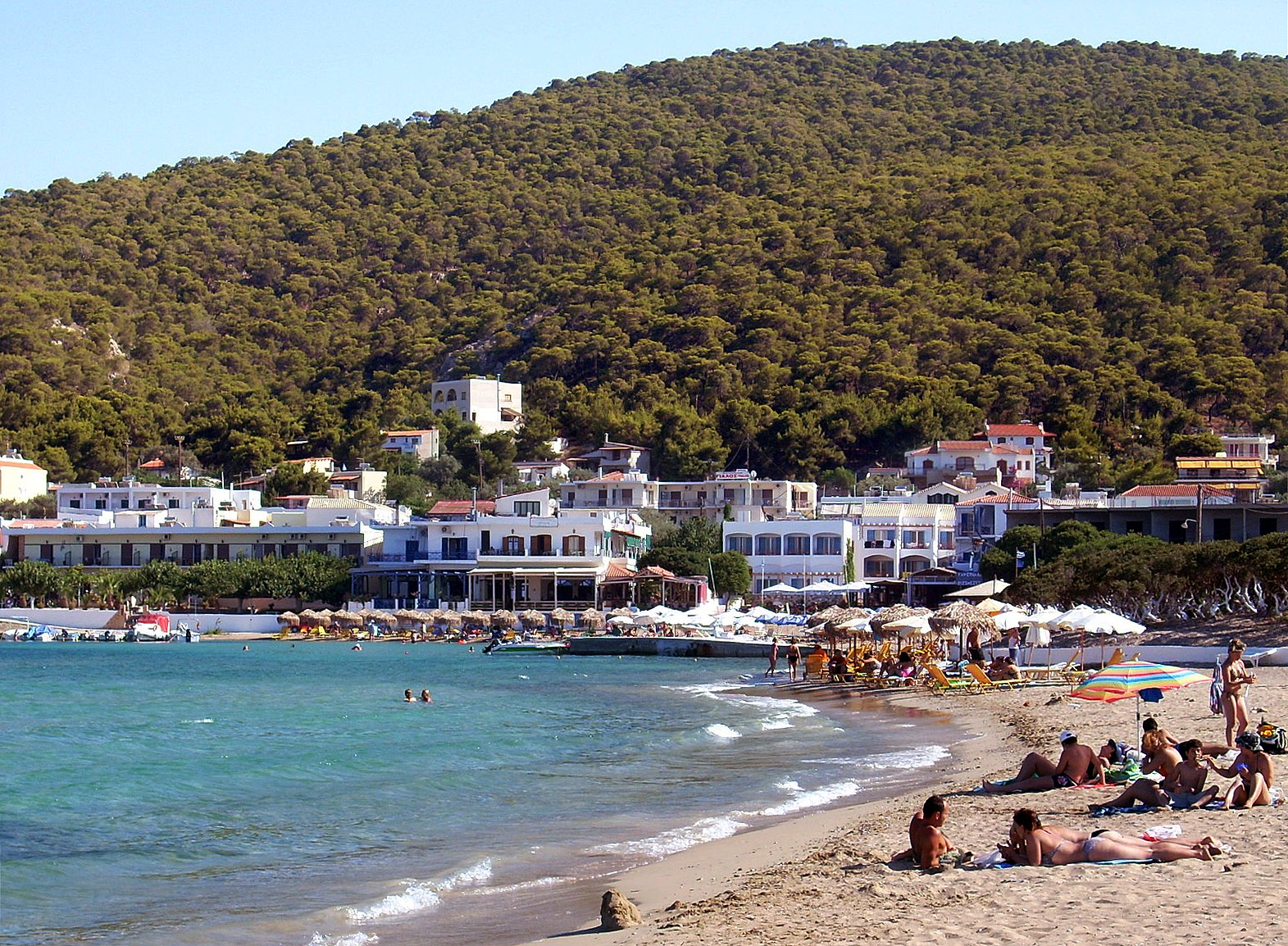

앙기스트리섬(Agistri)은 그리스 사로니코스만에 위치한, 주민 수가 적은 섬이다. 이 지명의 그리스어 낱말 Αγκίστρι는 낚싯바늘을 의미한다.
살로니카 제도에 속하는 소나무로 덮인 섬이다. 에기나섬에 매우 가까운데, 단지 10분만에 보트로 에기나섬에서 도달이 가능하다.
시클라멘속, 백리향, 케이퍼, 엉겅퀴류 등 다양한 식물의 고향이다.